# Kenneth Dover
Sir Kenneth James Dover (Londra, 11 marzo 1920 – Saint Andrews, 7 marzo 2010) è stato un filologo classico e grecista britannico, che ebbe come principale oggetto di studi e ricerca vari aspetti linguistici, letterari e sociali dell'Antica Grecia.
È stato presidente del Corpus Christi College, poi dal 1981 al suo ritiro nel 2005 ha ricoperto la carica di Cancelliere dell'Università di St Andrews. Tra le sue opere figura L'omosessualità nella Grecia antica (Greek Homosexuality, 1978), uno dei più importanti saggi sul tema. Fu uno dei più noti studiosi a livello internazionale, e i suoi scritti hanno influenzato, tra gli altri, Michel Foucault.

## Biografia
Kenneth Dover nacque nella storica area londinese di Croydon, unico figlio di Percy Dover e Dorothy Healey. Studiò alla St Paul's School e al Balliol College di Oxford. Durante la Seconda guerra mondiale prestò servizio nella Royal Artillery e fu anche menzionato nei dispacci per il suo servizio in Italia. Dopo il servizio militare, Dover fece ritorno ad Oxford e divenne prima "fellow" poi "tutor" nel suo Balliol College, nel 1948. Nel 1955, Dover fu nominato "Professor of Greek" nell'Università di St Andrews (1955-76) e fu per due volte Preside della Faculty of Arts, durante i ventuno anni che vi trascorse.
Fu eletto membro della Royal Society di Edimburgo nel 1975, e due anni dopo ricevette il cavalierato per i suoi contributi agli studi di filologia greca. Nel frattempo, nel 1976, era stato eletto presidente del Corpus Christi College di Oxford, carica che mantenne per dieci anni. Furono anni controversi, per la lunga disputa che lo oppose ad un bibliotecario del college, nonché "fellow" di Storia, Trevor Henry Aston (1925-1985), che soffriva di depressione maniacale. Il temperamento irregolare di Aston esasperava Dover, che nella sua autobiografia, intitolata Marginal Comment, arrivò ad ammettere:
Dover fece deliberatamente pressione su Aston e si associò con il suo medico al fine di ignorare molte delle preoccupazioni che i colleghi manifestavano riguardo al comportamento di Aston. Costui fu ritrovato morto di overdose nella sua camera, il 17 ottobre del 1985.
Nel 1978, Dover fu eletto alla presidenza della British Academy, di cui era stato "fellow" dal 1966; rimase in carica per tre anni. Nel corso degli anni ottanta, ricoprì anche numerose cariche nella Cornell University e a Stanford (1988-92). Nel frattempo, nel 1981 era ritornato all'Università di St Andrews con la carica di Chancellor (il primo della storia a ricoprire questa carica senza appartenere alla nobiltà o essere arcivescovo) per ritirarsi il 31 dicembre del 2005, dopo 25 anni di servizio.
Dover ha inoltre ricevuto numerose lauree honoris causa, dall'Università di Oxford, St Andrews, Birmingham, Bristol, Londra, Durham, Liverpool e Oglethorpe. È stato membro dell'American Academy of Arts and Sciences e della Koninklijke Nederlandse Akademie van Wetenschappen. Negli anni 1962-1968 è stato codirettore del periodico Classical Quartery.
Morì nel 2010, pochi giorni prima di compiere 90 anni.

## Attività di ricerca
Gli studi di Kenneth Dover sono caratterizzati da una metodologia che usa abbondantemente i dati sociologici e psicologici, attraverso l'integrazione dei più recenti dati dell'archeologia e delle fonti letterarie. Dover si è concentrato in particolare su Tucidide, Aristofane e Platone; notevoli sono stati i suoi contributi all'analisi stilistica della prosa greca, in particolar modo di IV secolo a.C., e alla morale sessuale greca. Oltre all'edizione del VI e VII libro della Guerra del Peloponneso di Tucidide, Dover ha realizzato, in collaborazione con Anthony Andrewes, il quarto e quinto volume dell’Historical Commentary on Thucydides, cominciato da A. W. Gomme, ma rimasto incompiuto alla sua morte. I suoi studi su Aristofane comprendono due edizioni con commento de Le nuvole e de Le rane, e una monografia, intitolata Aristophanic Comedy, pensata per un pubblico più vasto.
I suoi interessi per la linguistica greca si estendono dal suo celebre studio Greek Word Order, del 1960, fino all'ultimo e più importante lavoro, The Evolution of Greek Prose Style, risalente al 1997. Dover ha anche curato la seconda edizione di The Greek Particles (1950), il noto studio di J.D. Denniston: anche se il suo nome non compare nella copertina del testo, Dover ha firmato una prefazione in cui si fa carico di numerosi tagli, aggiunte e interventi sul testo. Importante punto di riferimento nei moderni studi su Lisia, sono le sue Sather Classical Lectures dedicate al celebre oratore attico, che costituiscono un'importante novità metodologica, per l'applicazione dell'analisi stilistica nello studio di testi greci, e per le conclusioni scettiche circa la possibilità di ricostruire criticamente la figura di Lisia; l'abitudine dell'oratore di calarsi nella personalità del suo cliente (la celebre, fin dall'antichità, "etopea" lisiana), rende precario qualsiasi giudizio di attribuzione su base stilistica.
Il testo più celebre di Dover è, probabilmente, la sua monografia dedicata all'omosessualità nella Grecia antica, intitolata Greek Homosexuality, che apparve nel 1978. Fu un lavoro che lasciò un'eco profonda negli studi sulla società greca antica, anche per le sue analisi riguardo a questioni, quali la pederastia e quelle che Dover definiva "intercrural copulation", che a lungo erano state affrontate in modo solo parziale: Dover, dopo aver messo in luce gli aspetti ideali e fisici del corpo, lamenta la netta prevalenza della nostra informazione riguardo al versante maschile del fenomeno. Nella sua analisi, Kenneth Dover fece ampio ricorso anche a documenti di tipo figurativo, quali quelli che si riscontrano nella pittura vascolare, come contrappeso all'immagine idealizzata delle relazioni omoerotiche descritta da Platone nel Simposio (di cui Dover curò un controverso commento per i Cambridge Greek and Latin Texts).

## Hobbies
Al di là dei suoi onori e meriti accademici, Dover era noto per le sue abilità e amore per il bird watching ed è stato considerato uno dei migliori conoscitori di specie volatili della Gran Bretagna. Come presidente del Corpus Christi College di Oxford, Dover era ricordato per la sua capacità di riconoscere e salutare tutti gli studenti per nome. Per sua ammissione, riuscì in questo tramite lo studio delle fotografie degli studenti, non nascondendo alcune difficoltà nel periodo in cui la barba era di moda.

## Vita privata
Dal suo unico matrimonio, durato ben 62 anni, nacquero due figli: un maschio e una femmina. 

## Opere
- Greek Word Order (1960)
- Thucydides: Book VI(BCP Greek Texts) (1965)
- Thucydides: Book VII (1965)
- Aristophanes: Clouds (1968)
- Lysias and the Corpus Lysiacum (1968)
- Theocritus: Select Poems (1971)
- Aristophanic Comedy (1972)
- Thucydides (Greece & Rome New Surveys, 1973)
- Greek Popular Morality in the Time of Plato and Aristotle(1974) [trad. it. Rossetti L., "La morale popolare greca all'epoca di Platone e Aristotele", Paideia]
- Greek Homosexuality (1978) [trad. it. L'omosessualità nella Grecia antica, Torino, Einaudi, 1985] [trad. it. "L'omosessualità nella Grecia antica", Milano, Editoriale Jouvence, 2020 ISBN 978-88-7801-723-8]
- Plato: Symposium (Cambridge Greek and Latin Classics, 1980)
- The Greeks (1980)
- Ancient Greek Literature (1980)
- Greek and the Greeks: Collected Papers; language, poetry, drama (1987)
- The Greeks and their Legacy (1988)
- Aristophanes: Frogs (1993)
- Marginal Comment: a memoir (1994) ISBN 0-7156-2630-2
- The Evolution of Greek Prose Style (1997)